# Amadou Cheiffou
Amadou Cheiffou (sinh năm 1942) là một chính trị gia người Nigeria. Ông giữ chức vụ Người đứng đầu Chính phủ Nhà nước từ ngày 27 tháng 10 năm 1991 đến ngày 17 tháng 4 năm 1993. Cheiffou tranh cử với tư cách là ứng cử viên của Đảng Tập hợp Xã hội Dân chủ (RSD-Gaskiya) trong cuộc bầu cử tổng thống được kêu gọi vào ngày 16 tháng 11 năm 2004, và đứng thứ tư trong tổng thống. sáu ứng cử viên khi giành được 6,35% số phiếu bầu.
Cheiffou tốt nghiệp trường Trường hàng không dân dụng quốc gia Pháp.